# Annamaria Colagrossi
Annamaria Colagrossi (22 de enero de 1968) es una deportista italiana que compitió en judo. Ganó una medalla de bronce en el Campeonato Europeo de Judo de 1987 en la categoría de –72 kg.

## Palmarés internacional
| Campeonato Europeo | Campeonato Europeo | Campeonato Europeo | Campeonato Europeo |
| Año                | Lugar              | Medalla            | Categoría          |
| ------------------ | ------------------ | ------------------ | ------------------ |
| 1987               | París (Francia)    | Medalla de bronce  | –72 kg             |